# Observation Bank
Observation Bank (kinesiska: 森屏灘, 測量灘) är en atoll bland Paracelöarna i Sydkinesiska havet.  Paracelöarna har annekterats av Kina, men Taiwan och Vietnam gör också anspråk på dem.